# اتحاد سیاسی
اتحاد سیاسی (به انگلیسی: Political union)، یک نوع دولت است که از دولت‌های کوچکتری تشکیل یا ایجاد شده‌باشد. این فرایند «اتحاد» یا «پیوست» نامیده می‌شود. به فرایند وحدت کشورهایی که در گذشته با هم بوده‌اند به عنوان «وحدت دوباره» یا «بازپیوست» اشاره شده‌است. برخلاف اتحاد شخصی یا اتحاد اجرایی، در اتحاد سیاسی همهٔ متحدان در یک حکومت مرکزی واحد مشارکت دارند و از نظر شناسایی بین‌المللی به عنوان تنها یک نهاد سیاسی شناخته شده‌اند. یک اتحادیهٔ سیاسی ممکن است با نام‌های دیگری مانند یک اتحادیهٔ قانونی یا اتحادیهٔ … و … نیز نامیده شود.
یک اتحاد سیاسی می‌تواند در گونه‌های مختلفی، به‌طور گسترده به عنوان طبقه‌بندی به اجرا درآید:
- اتحاد با پیوست
- الحاق
- اتحاد فدرال (یا کنفدرال)
- الحاق فدراتیو
- مجموعه‌ای از اتحادهای مختلف.

## اتحاد با پیوستن
با ایجاد یک اتحادیه دولت جدیدی ایجاد می‌شود، اعضای پیشین به‌طور کامل در دولت جدید منحل می‌شنوند (برخی از جنبه‌ها می‌توانند حفظ شوند؛ در زیر "حفاظت از منافع") را ببینید.
نمونه‌های این‌گونه اتحاد: آفریقای جنوبی (۱۹۱۰)، و اتحاد یمن (۱۹۹۰) است.

## حفاظت از منافع
در گفتگوهای ایجاد یک اتحاد کامل، ممکن است قوانین و نهادهایی از کشورهای سابق نگاه‌داری شده‌باشند، همان‌گونه که در ایجاد پادشاهی متحده اتفاق افتاده‌است. این می‌تواند تنها با افزودن یک ماده به قرارداد صورت پذیرد یا مطابق با تضمین داده شده در شرایط ایجاد اتحادیه باشد؛ مثلاً:
در الحاق بریتنی به فرانسه در ۱۵۳۲ (اتحادیه بریتنی و فرانسه)، یک تضمین در مورد تداوم قوانین شهرک‌های بریتنی (تضمین در سال ۱۷۸۹ در انقلاب فرانسه لغو شد) داده شد.
پیمان پیوستگی برای ایجاد پادشاهی متحده بریتانیا با اسکاتلند در ۱۷۰۷ تداوم قوانین مدنی و دادگاه‌های موجود در اسکاتلند را تضمین می‌کند (تضمین تا کنون ادامه دارد).
در اتحاد ایجاد بریتانیا و ایرلند در سال ۱۸۰۱، چنین تضمینی برای قوانین و دادگاه‌های ایرلند داده شد، هر چند آن‌ها به عنوان یک ماده از عمل همچنان ادامه یافتند.

## الحاق با ضمیمه‌کردن
در الحاق با ضمیمه کردن به خاک: یک یا چند دولت در یک دولت موجود؛ که وجود قانونی آن ادامه خواهد یافت، ضمیمه و حل می‌شوند. الحاق ممکن است داوطلبانه و یا، بیشتر، در نتیجهٔ پیروزی صورت پذیرد.
نمونه‌های این‌گونه الحاق: کشور چین تبت و ترکستان شرقی را به ترتیب درسال‌های ۱۹۴۹ و ۱۹۵۱ به خاک خود الحاق کرد.

## اتحاد فدرال (یا کنفدرال)
در یک اتحاد فدرال یا کنفدرال دولت‌ها به موجودیت خود ادامه می‌دهند اما خود را تحت نفوذ یک مقام فدرال جدید قرار می‌دهند. دولت فدرال به تنهایی عهده‌دار امور بین‌المللی خواهد بود در حالی که ایالت‌های فدرال وضعیت موجود را در قوانین داخلی خود حفظ می‌کنند.
نمونه‌های این‌گونه اتحاد استرالیا (۱۹۰۱)، بوسنی و هرزگوین (اتحاد فدرال از ۱۹۹۵)، اتحادیهٔ اروپا (بیشتر نزدیک به یک اتحادیهٔ فدرال/ بین‌الملتی ویژه/ بین دولتی)، امپراتوری آلمان (۱۸۷۱)